# Vélodrome Jacques-Anquetil
Pour les articles homonymes, voir Jacques Anquetil et Anquetil.
Le vélodrome Jacques-Anquetil, anciennement vélodrome de la Cipale ou la Cipale (aphérèse de « piste municipale »), est un vélodrome situé à Paris, dans le Bois de Vincennes depuis 1896.

## Historique
Inauguré en 1896 sous le nom de « Vélodrome municipal de Vincennes », cette enceinte est un site olympique pour les Jeux olympiques de 1900 puis pour ceux de 1924, situé sur la commune de Charenton-le-Pont. La Cipale devient parisienne en 1929 après le rattachement du bois de Vincennes à la ville de Paris et son 12e arrondissement.
De 1968 à 1974, le Parc des Princes étant en reconstruction, le Tour de France fait son arrivée finale à la Cipale pendant ces 7 années.
En 1982, la Cipale a accueilli la 1re finale du Casque d'or, 1re finale du Championnat de France de football américain.
En 1987, la Cipale est rebaptisée « vélodrome Jacques-Anquetil ».
Par la suite, la Cipale est délaissée par la mairie de Paris. L’association « Sauvons la Cipale » est créée, avec pour objectif que la mairie de Paris exige d'Eiffage et d'Ingérop de terminer les travaux qu’ils ont commencé au vélodrome. Leur objectif est de sauver le monument. Fermé pour travaux à l’été 2012, le vélodrome de la Cipale rouvre le samedi 23 mai 2015, l’inauguration a lieu le lundi 6 juillet 2015. La piste est la seule au monde réalisée en béton armé continu sans joint.
En novembre 2024, il est annoncé que les tribunes de style Eiffel et les gradins du vélodrome vont bénéficier d'une rénovation pour un montant de 1.2 million d'euros financé grâce à un mécénat avec la Française des jeux et la Fondation du patrimoine.

## Description
Le nom de « Cipale » constitue un rare exemple d'aphérèse (perte du début du mot), procédé moins courant en français que l'apocope (perte de la fin du mot). 
Le vélodrome a conservé ses tribunes fin XIXe siècle, construites sur le « modèle Eiffel », ce qui classe le site aux monuments historiques.
Le Vélodrome occupe au centre une pelouse avec un terrain de rugby. Le Paris universitaire club rugby en est le résident,.
Des scènes des films Monsieur Klein (1976), Le Vélo de Ghislain Lambert (2001) et Elle s'appelait Sarah (2010) y ont été tournées.
Un restaurant situé au niveau de l'entrée du vélodrome se nomme La Cipale.

## Galerie

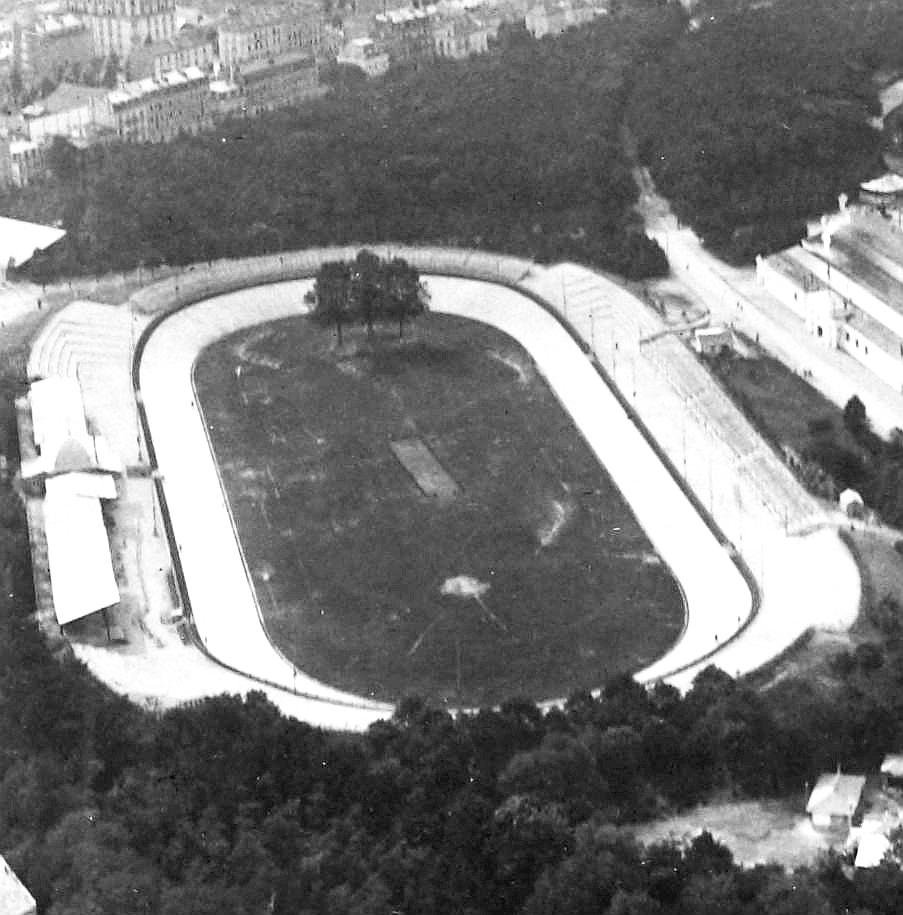
Le vélodrome de la Cipale lors des Jeux olympiques de 1900.
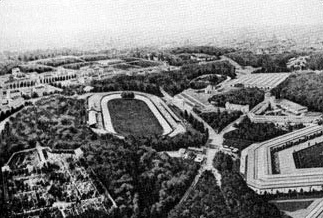
Vue aérienne du vélodrome depuis Charenton-le-Pont.
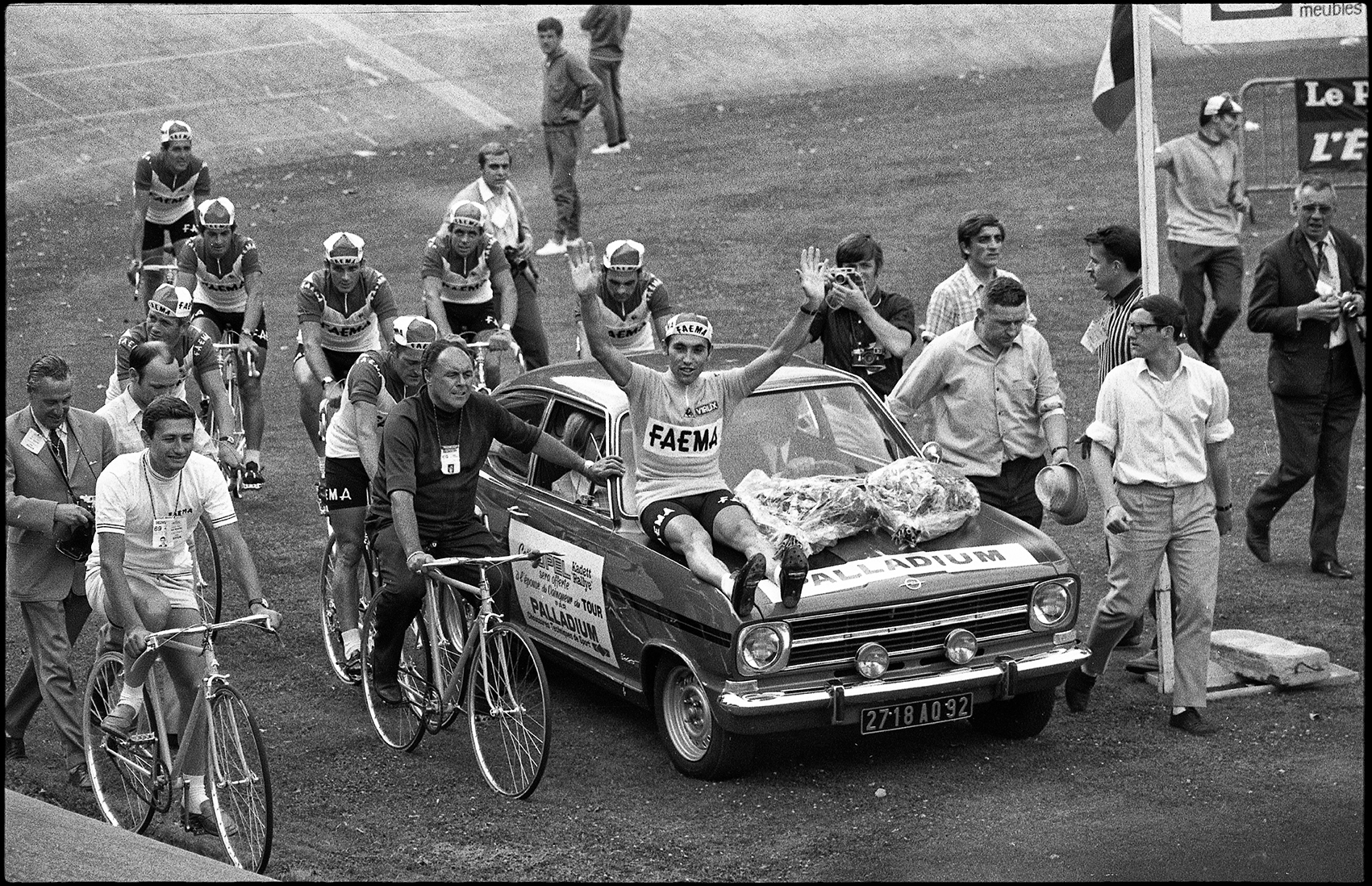
Eddy Merckx arrivant victorieux du Tour de France 1969 à la Cipale.
Plan du vélodrome, avec, au centre l'actuel terrain de rugby.